# Trölladyngja
Trölladyngja (isl.: Trollschildvulkan) – największy wulkan tarczowy na Islandii, o wysokości 1468 m n.p.m., wznoszący się 600 m ponad otaczające pole lawowe Ódáðahrauni. Ostatnia erupcja miała miejsce w 1961 roku.